# Telephone
Telephone je píseň americké popové zpěvačky-skladatelky Lady GaGa. Píseň pochází z jejího druhého alba The Fame Monster. Produkce se ujal producent Rodney Jerkins. S touto písní jí vypomohla americká R&B zpěvačka Beyoncé. Původně napsala "Telephone" pro Britney Spears, ale plán neprošel, a Lady Gaga nahrála píseň sama, s doprovodem Beyoncé.

## Video
Video bylo natočeno 28. ledna 2010 režisérem Jonasem Åkerlundem. Mělo premiéru na E! News a na Vevo.com dne 11. března 2010.

## Hudební příčky
| Období (2010)          | Max. příčka |
| ---------------------- | ----------- |
| Austrálie              | 3           |
| Rakousko               | 3           |
| Kanada                 | 3           |
| Francie                | 3           |
| Německo                | 3           |
| Irsko                  | 1           |
| Nový Zéland            | 3           |
| Švýcarsko              | 4           |
| Velká Británie         | 1           |
| U.S. Billboard Hot 100 | 3           |

| "Pass Out" od Tinie Tempah    | Anglické #1 hity 21. března~3. dubna 2010 | "This Ain't a Love Song" od Scouting for Girls |
| "Gave It All Away" od Boyzone | Irské #1 hity 25. března~15. dubna 2010   | "Gives You Hell" od Glee Cast                  |